# Thymaris kansensis
Thymaris kansensis là một loài tò vò trong họ Ichneumonidae.